# Городские населённые пункты Новосибирской области

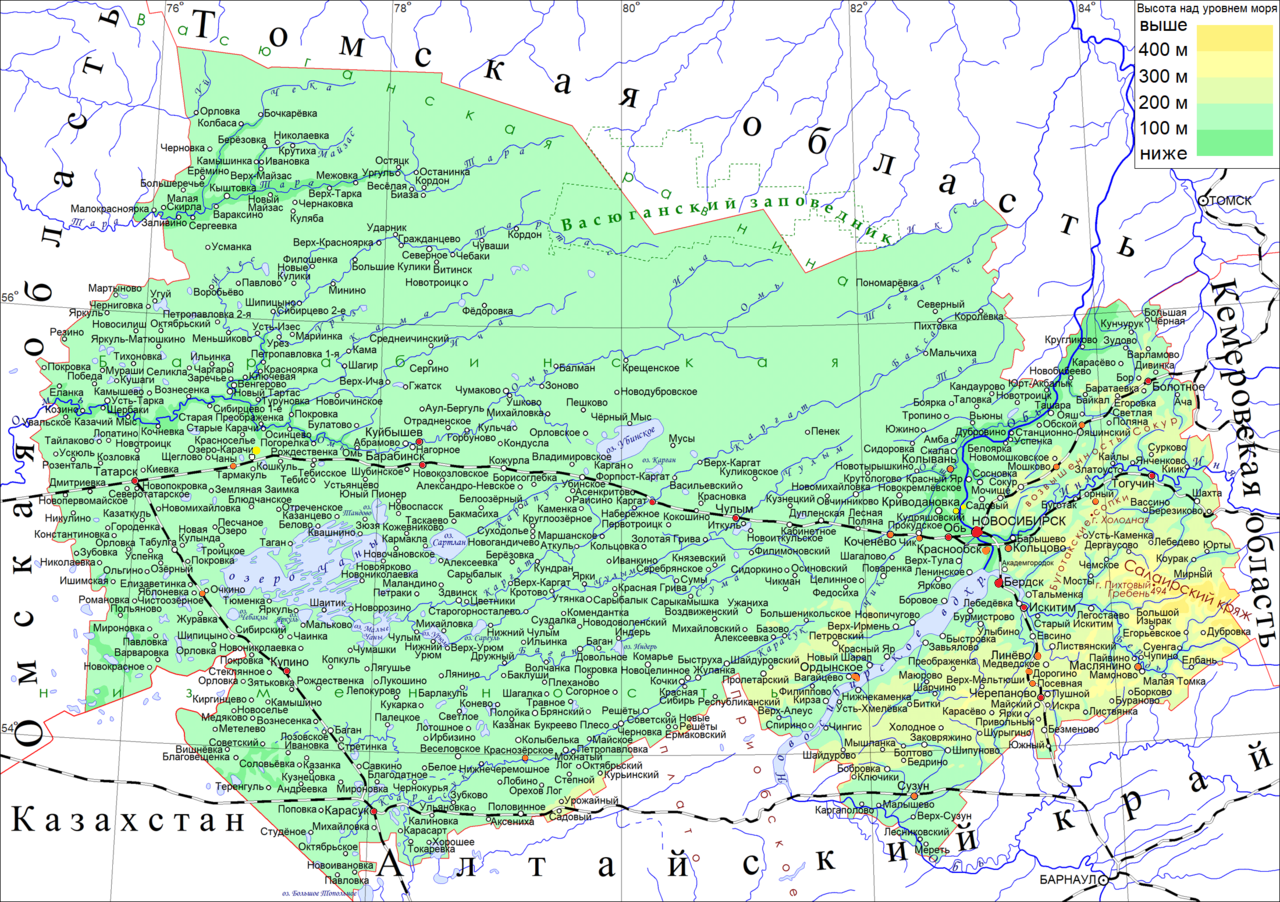
Карта городских населённых пунктов региона. Красным выделены города, оранжевым — рабочие посёлки, жёлтым — курортный и дачные посёлки.

Городские населённые пункты Новосибирской области — совокупность входящих в состав региона городских населённых пунктов. В состав Новосибирской области России входит 31 городской населённый пункт, в том числе:
- 14 городов[2], среди которых выделяются традиционно, согласно ОКАТО[3] и Росреестру (АГКГН)[4]:
  - 7 городов областного значения, из них в рамках организации местного самоуправления[5], включённым в систему административно-территориального устройства согласно Закону[5]:
    - 4 города образуют отдельные городские округа[6][7],
    - 3 города входят в соответствующие муниципальные районы[8];

  - 7 городов районного значения (в рамках организации местного самоуправления входят в соответствующие муниципальные районы);
- 17 посёлков городского типа[2] (рабочих посёлков с городским населением)[9], среди которых выделяется:
  - 1 рабочий посёлок (пгт), в рамках организации местного самоуправления образующий отдельный городской округ[10].

Согласно Закону об административно-территориальном устройстве городские округа, муниципальные районы и входящие в состав районов городские поселения включены в систему административно-территориального устройства региона.
Крупнейшие города области — Новосибирск, Бердск и Искитим. Вместе с ещё одним городом Обь, двумя рабочими посёлками Кольцово и Краснообск и некоторыми другими населёнными пунктами они входят в Новосибирскую агломерацию, где проживает больше половины населения всей области. Среди крупнейших городов, расположенных за пределами агломерации: Карасук, Куйбышев и Барабинск.

## Города
В данном разделе списка представлен перечень городов Новосибирской области. Населённые пункты расположены в алфавитном порядке, также возможна сортировка по районам и муниципальным образованиям, населению, дате основания и присвоения статуса.
В списке приведены:
- фотография города
- официальное название
- район или город областного значения (АТО)
- муниципальный район или городской округ
- численность населения
- год основания и присвоения статуса города
- герб и флаг

К городам относятся населённые пункты с численностью населения не менее 12 тысяч человек, являющиеся промышленными, экономическими и культурными центрами.
| Фотография | Название    | Район / г. о. з.  | Мун. район / ГО      | Население, чел.   | основан / первое упоминание                                                     | статус с      | Флаг   | Герб   | Пр.                  |
| ---------- | ----------- | ----------------- | -------------------- | ----------------- | ------------------------------------------------------------------------------- | ------------- | ------ | ------ | -------------------- |
|            | Барабинск   | г. о. з.          | Барабинский р-н      | ↘27 648 (2021)    | 1893                                                                            | 1917          |        |        | [ 16 ] [ 17 ] [ 18 ] |
|            | Бердск      | г. о. з.          | ГО город Бердск      | ↘102 760 (2024)   | 1716                                                                            | 1782—97, 1944 |        |        | [ 20 ] [ 21 ] [ 22 ] |
|            | Болотное    | Болотнинский р-н  | Болотнинский р-н     | ↗15 644 (2021)    | 1805                                                                            | 1943          |        |        | [ 23 ] [ 24 ] [ 25 ] |
|            | Искитим     | г. о. з.          | ГО город Искитим     | ↗57 147 (2021)    | 1717 или 1933                                                                   | 1938          |        |        | [ 28 ] [ 29 ] [ 30 ] |
|            | Карасук     | Карасукский р-н   | Карасукский р-н      | ↘24 890 (2021)    | 1912                                                                            | 1954          |        |        | [ 31 ] [ 32 ] [ 33 ] |
|            | Каргат      | Каргатский р-н    | Каргатский р-н       | ↘8316 (2021)      | XVIII век или 1890-е                                                            | 1965          | [ 36 ] |        | [ 35 ] [ 37 ] [ 34 ] |
|            | Куйбышев    | г. о. з.          | Куйбышевский р-н     | ↘41 946 (2021)    | 1722                                                                            | 1782          |        |        | [ 38 ] [ 39 ] [ 40 ] |
|            | Купино      | Купинский р-н     | Купинский р-н        | ↗15 065 (2021)    | 1886                                                                            | 1944          |        |        | [ 41 ] [ 42 ] [ 43 ] |
|            | Новосибирск | г. о. з.          | ГО город Новосибирск | ↘1 633 851 (2024) | 1893                                                                            | 1903 или 1904 |        |        | [ 45 ] [ 46 ] [ 47 ] |
|            | Обь         | г. о. з.          | ГО город Обь         | ↗30 369 (2021)    | 1740-е – 1760-е или 1947                                                        | 1969          |        |        | [ 49 ] [ 50 ] [ 52 ] |
|            | Татарск     | г. о. з.          | Татарский р-н        | ↗23 711 (2021)    | 1894 или 1911                                                                   | 1925          |        |        | [ 53 ] [ 54 ] [ 55 ] |
|            | Тогучин     | Тогучинский р-н   | Тогучинский р-н      | ↘20 766 (2021)    | начало XVIII века, впервые упоминается в 1720-х по другим данным основан в 1600 | 1945          |        |        | [ 56 ] [ 57 ] [ 58 ] |
|            | Черепаново  | Черепановский р-н | Черепановский р-н    | ↗19 900 (2021)    | 1912                                                                            | 1925          | нет    |        | [ 59 ] [ 60 ] [ 61 ] |
|            | Чулым       | Чулымский р-н     | Чулымский р-н        | ↗11 034 (2021)    | 1860-е или 1762                                                                 | 1947          | [ 64 ] | [ 65 ] | [ 62 ] [ 63 ] [ 66 ] |

## Посёлки городского типа (рабочие посёлки)
В данном разделе списка представлен перечень рабочих посёлков Новосибирской области. Населённые пункты расположены в алфавитном порядке, также возможна сортировка по районам и муниципальным образованиям, населению, дате основания и присвоения статуса.
В списке приведены:
- фотография населённого пункта (при наличии)

- официальное название

- район (АТО)

- муниципальный район или городской округ

- численность населения

- год основания и присвоения статуса

- герб и флаг

Согласно законодательству области, к рабочим посёлкам относятся населённые пункты с численностью населения не менее 3 тысяч человек, на территории которых находятся промышленные предприятия, стройки, железнодорожные узлы, гидротехнические сооружения, предприятия по производству и переработке сельскохозяйственной продукции и другие экономически важные объекты, а также могут располагаться образовательные организации высшего образования и (или) научные организации.
| Фотография | Название             | Район         | Мун. район / ГО   | Население, чел. | основан / первое упоминание | статус с | Флаг | Герб |
| ---------- | -------------------- | ------------- | ----------------- | --------------- | --------------------------- | -------- | ---- | ---- |
|            | Горный               | Тогучинский   | Тогучинский р-н   | ↗8967 (2021)    | 1952                        | 1969     |      |      |
|            | Дорогино             | Черепановский | Черепановский р-н | ↗4163 (2021)    | 1942                        | 1969     | нет  | нет  |
|            | Колывань             | Колыванский   | Колыванский р-н   | ↗12 585 (2021)  | 1797                        | 1964     | нет  | нет  |
|            | Кольцово             | Новосибирский | ГО р. п. Кольцово | ↗20 862 (2021)  | 1979                        | 1979     |      |      |
|            | Коченёво             | Коченёвский   | Коченёвский р-н   | ↘17 053 (2021)  | 1650                        | 1960     |      |      |
|            | Краснозёрское        | Краснозёрский | Краснозёрский р-н | ↘8955 (2021)    | 1773                        | 1977     | нет  | нет  |
|            | Краснообск           | Новосибирский | Новосибирский р-н | ↗29 086 (2021)  | 1970                        | 1976     |      |      |
|            | Линёво               | Искитимский   | Искитимский р-н   | ↘17 779 (2021)  | 1965                        | 1974     |      |      |
|            | Маслянино            | Маслянинский  | Маслянинский р-н  | ↗13 147 (2021)  | 1644                        | 1944     | нет  | нет  |
|            | Мошково              | Мошковский    | Мошковский р-н    | ↗9691 (2021)    | 1896                        | 1961     |      |      |
|            | Ордынское            | Ордынский     | Ордынский р-н     | ↘9455 (2021)    | начало XVIII века, 1721     | 1962     |      |      |
|            | Посевная             | Черепановский | Черепановский р-н | ↗4657 (2021)    | 1928                        | 1932     | нет  | нет  |
|            | Станционно-Ояшинский | Мошковский    | Мошковский р-н    | ↘4178 (2021)    | 1896                        | 1965     | нет  | нет  |
|            | Сузун                | Сузунский     | Сузунский р-н     | ↗15 482 (2021)  | 1764                        | 1939     |      |      |
|            | Чаны                 | Чановский     | Чановский р-н     | ↘8000 (2021)    | 1875                        | 1947     | нет  | нет  |
|            | Чик                  | Коченёвский   | Коченёвский р-н   | ↘5078 (2021)    | 1941                        | 1946     | нет  | нет  |
|            | Чистоозёрное         | Чистоозёрный  | Чистоозёрный р-н  | ↗5371 (2021)    | 1913                        | 1948     | нет  | нет  |

## Дачные и курортные посёлки
Население дачных посёлков и курортного посёлка в Новосибирской области учитывается Росстатом как сельское, не относя их к пгт, при этом в рамках законодательства области и в целом в России данные категории населённых пунктов относятся к пгт.
В списке приведены:
- фотография населённого пункта (при наличии)

- официальное название

- район (АТО, МО)

- численность населения

- год основания и присвоения статуса

По областному закону курортный поселок — населенный пункт, расположенный в местности, имеющей лечебное значение, на территории которого находятся объекты инфраструктуры медицинских организаций, дачный поселок — населенный пункт, основным назначением которого является летний отдых населения.
| Фотография | Название     | Статус | Район         | Население, чел. | основан / первое упоминание | статус с |
| ---------- | ------------ | ------ | ------------- | --------------- | --------------------------- | -------- |
|            | Кудряшовский | дп     | Новосибирский | ↗5656 (2021)    | 1903                        | 1964:352 |
|            | Мочище       | дп     | Новосибирский | ↗3346 (2021)    | 1720                        | 1960:353 |
| Фотография | Озеро-Карачи | кп     | Чановский     | ↗1507 (2015)    | 1880                        | 1971     |